# Rapatkorn Prasopsuk
Rapatkorn Prasopsuk (29 de mayo de 1985) es una deportista tailandesa que compitió en taekwondo. Ganó una medalla en los Juegos Asiáticos de 2010, y dos medallas en el Campeonato Asiático de Taekwondo en los años 2006 y 2010.

## Palmarés internacional
| Juegos Asiáticos    | Juegos Asiáticos    | Juegos Asiáticos  | Juegos Asiáticos |
| Año                 | Lugar               | Medalla           | Categoría        |
| ------------------- | ------------------- | ----------------- | ---------------- |
| 2010                | Cantón (China)      | Medalla de bronce | –73 kg           |
| Campeonato Asiático |                     |                   |                  |
| Año                 | Lugar               | Medalla           | Categoría        |
| 2006                | Bangkok (Tailandia) | Medalla de oro    | +72 kg           |
| 2010                | Astaná (Kazajistán) | Medalla de bronce | –73 kg           |